# Voetbalkampioenschap van Harz 1911/12
In 1911/12 werd het vierde voetbalkampioenschap van Harz gespeeld, dat georganiseerd werd door de Midden-Duitse voetbalbond. 
Preußen Halberstadt werd kampioen en plaatste zich zo voor de Midden-Duitse eindronde, waar de club opnieuw een pandoering kreeg van SC Erfurt 1895, het werd 9-1. 
Germania Halberstadt had zich na één, gewonnen, wedstrijd teruggetrokken. Deze uitslag werd geschrapt. De wedstrijd Askania Aschersleben-Quedlinburger SV 04 werd niet gespeeld en als nederlaag voor beide clubs geteld. Britannia Quedlinburg had de naam Quedlinburger SV 04 aangenomen. Hohenzollern wijzigde de naam in Seminar SpVgg Quedlinburg en sloot zich later ook bij Quedlinburger SV 04 aan. 

## 1. Klasse
| Plaats | Club                         | Wed.           | W              | G              | V              | Saldo          | Ptn.           |
| ------ | ---------------------------- | -------------- | -------------- | -------------- | -------------- | -------------- | -------------- |
| 1.     | FC Preußen 1909 Halberstadt  | 6              | 5              | 0              | 1              | 30:05          | 10:02          |
| 2.     | FC Viktoria 1910 Wernigerode | 6              | 4              | 0              | 2              | 21:18          | 08:04          |
| 3.     | FC Askania Aschersleben      | 6              | 1              | 0              | 5              | 07:23          | 02:10          |
| 4.     | Quedlinburger SV 1904        | 6              | 1              | 0              | 5              | 04:16          | 02:10          |
| 5.     | FC Germania Halberstadt      | Teruggetrokken | Teruggetrokken | Teruggetrokken | Teruggetrokken | Teruggetrokken | Teruggetrokken |

|  | Kampioen, geplaatst voor Midden-Duitse eindronde |